# Dysmachus cochleatus
Dysmachus cochleatus là một loài ruồi trong họ Asilidae. Dysmachus cochleatus được Loew miêu tả năm 1854.